# Узліна
Узліна (рум. Uzlina) — село у повіті Тулча в Румунії. Входить до складу комуни Мурігіол.
Село розташоване на відстані 256 км на схід від Бухареста, 35 км на схід від Тулчі, 110 км на північний схід від Констанци, 101 км на схід від Галаца.

## Населення
За даними перепису населення 2002 року у селі проживали 6 осіб.